# Clemens Nieting
Clemens Nieting (* 28. Mai 1964 in Kiel) ist ein ehemaliger Abgeordneter in der Hamburgischen Bürgerschaft (CDU).

## Berufliches und Politik
Nieting war seit 1989 hauptberuflich in der Parteizentrale der CDU Hamburg als Organisationsreferent beschäftigt. Der CDU-Landesverband Hamburg trennte sich im August 2005 in beiderseitigem Einvernehmen von ihm.
Er war Bezirksabgeordneter der Bezirksversammlung Hamburg-Nord und dort zuletzt Fraktionsvorsitzender.
Von März 2004 bis März 2005 war er Mitglied der Bürgerschaft der Freien und Hansestadt Hamburg. Als solcher war er Mitglied des Europaausschusses.

## Ausscheiden aus der Bürgerschaft
Nieting legte sein Mandat am 31. März 2005 nieder, nachdem die Staatsanwaltschaft Hamburg Ermittlungen wegen des Besitzes und des Verbreitens kinderpornografischen Materials gegen ihn eingeleitet hatte. Für ihn rückte Alexander-Martin Sardina nach.
Im Juli 2005 erließ das Amtsgericht Hamburg einen Strafbefehl wegen des Besitzes und des Verbreitens kinderpornografischer Schriften, den Nieting akzeptierte. In dem Strafbefehl ist er zu einer Freiheitsstrafe von sieben Monaten zur Bewährung und zusätzlich zu einer Geldbuße von 2500 € verurteilt worden. Nieting ist somit wegen dieser Straftat rechtskräftig verurteilt und gilt aufgrund der Höhe als vorbestraft.